# Charles A. Anderson
Charles Alfred „Andy“ Anderson (* 6. Juni 1902 in Bloomington, Kalifornien; † 9. Januar 1990 in Pomona, Kalifornien) war ein US-amerikanischer Geologe und Petrograph.
Anderson erwarb 1924 einen Bachelor am Pomona College und 1928 einen Ph.D. an der University of California, Berkeley, wo er anschließend Mitglied des Lehrkörpers wurde und 1938 eine Professur erhielt. 1942 wechselte er an das U.S. Geological Survey, 1953 übernahm er die Leitung der Abteilung für Minerallagerstätten. Von 1959 bis 1964 war Anderson Chefgeologe des U.S. Geological Survey. 1972 ging er in den Ruhestand, arbeitete aber noch beratend für die University of California, Santa Cruz.
Anderson konnte Anomalien in den Lagerstätten von Kupfer aufklären. Er untersuchte präkambrisches Vulkangestein in Arizona und allgemein magmatische und metamorphe Gesteine. Außerdem versuchte Anderson die Entstehung des Golf von Kalifornien zu erklären. Nach ihm ist das Mineral Andersonit benannt, das er 1951 nahe Bagdad (Irak) gefunden hatte.
Anderson war seit 1956 Mitglied der American Academy of Arts and Sciences, seit 1957 Mitglied der National Academy of Sciences. 1959 war er Vizepräsident, 1968 Präsident der Society of Economic Geologists (SEG), mit deren Penrose-Goldmedaille er 1974 ausgezeichnet wurde. 1960 erhielt er ein Ehrendoktorat des Pomona College.
Charles A. Anderson war seit 1927 mit Helen Anderson, geborene Argall, verheiratet, das Paar hatte einen Sohn.